# 阔洪奇乡
阔洪奇乡，是中华人民共和国新疆维吾尔自治区伊犁哈萨克自治州察布查尔锡伯自治县下辖的一个乡镇级行政单位。

## 行政区划
阔洪奇乡下辖以下地区：
阔洪奇村、三盘村、玉尔坦村、杨古孜亚尕西村、琼塔木村、吾尔勒克村、阿尔墩村和库木墩村。